# La Belle Vie
La Belle Vie es una localidad de Santa Lucía, que forma parte del distrito de Dennery.

## Toponimia
La localidad también es conocida por el nombre de Riche Fond/La Belle Vie.